# Kai-alde
Kai-alde fue una sociedad de la Parte Vieja de San Sebastián. Entre sus diversas actividades, tuvo una sección de remo de banco fijo, activo en las décadas de 1960 y 1970.

## Historia deportiva
Aunque no es uno de los numerosos clubs donostiarras que han botado trainera a lo largo de la historia, la sección de remo de la sociedad Kai-alde sacó trainerilla por primera vez a finales de la década de 1960.
Compitió en la Liga de Guipúzcoa de Trainerillas durante varios años de fines de dicha década y algunos años de la siguiente década de 1970. No consiguió ningún título.